# فخرالدین علی صفی
مولانا فخرالدین علی بن حسین واعظ کاشفی یا فخرالدین علی صفی (۹۳۹–۸۶۷ هـ ق) نویسندهٔ کتاب لطایف الطوایف از لطیفه‌پردازان نامبردار ایران است. او از خاندان دانش و قلم است که در قرن‌های نهم و دهم هجری زندگی می‌کرده‌است. فخر الدین شعر هم می‌سروده و صفی تخلص می‌کرده‌است. کتاب رَشَحات عین الحیات در شرح حال و معرفی مشایخ و بزرگان نقشبندی و کتاب انیس العارفین در وعظ و نصیحت از اوست.
لطایف الطوایف کتابی است دلپذیر و خواندنی. این اثر مجموعه‌ای است از لطایف ارباب راز و خرد. این کتاب منحصر به شوخی و بذله نیست بلکه شامل حکایات لطایف نوادر کلمات و امثال و روایات مربوط به طبقات گوناگون جامعه‌است و در چهارده باب آمده‌است.
نمونه‌ای از لطایف‌الطوایف:
شاعری نادان و ساده‌لوح که ابیاتی ناموزون بر یکدیگر می‌بست، به اصرار از جامی درخواست که منشورنامه‌ای در باب شعر وی نویسد و او را به روح عزیزان سوگند داد. جامی برای مراعات خاطر او چنین نوشت: پایهٔ شعرش از آن بلندتر است که در تنگنای وزن گنجد یا کسی تواند که آن را به میزان طبع سنجد. خداوند از لغزش‌های او و من و هر کس که بدون تأمل چیزی گوید در گذرد.
فخرالدین علی صفی، پسر حسین واعظ کاشفی و باجناق  جامی است. کاشفی خود خواهر جامی را به زنی گرفته بود اما معلوم نیست که آیا فخرالدین، خواهرزادهٔ جامی هست یا نه. شاید فخرالدین فرزند کاشفی از زنی دیگر بوده باشد.
آثار فخرالدین عبارتند از:
- لطایف‌الطوایف: مجموعه‌ای از لطیفه‌ها، شوخی‌ها و نکته‌گویی‌های نغز و ممتاز
- حرز الامان من فتن آخر الزمان: در خواص آیات قرآن
- کشف الاسرار: در شرح یا تلخیص اسرار قاسمی اثر پدرش، حسین واعظ کاشفی
- انیس العارفین: در اندرز و حکایت
- منظومهٔ محمود و ایاز: در عرفان بر وزن لیلی و مجنون
- رَشَحات عین الحیات: شرح حال خواجه ناصرالدین عبیدالله احرار، استاد فخرالدین در عرفان، و دیگر شیوخ نقشبندیه[۳]

فخرالدین شعر نیز می‌سرود، از جمله رباعی زیر:
| ای مانده ز بحر علم بر ساحل عین |  | در بحر فراغت است و بر ساحل شین |
| بردار صفی نظر ز موج کونین      |  | آگاه ز بحر باش بین النفسین     |

یا مطلع:
| با لب لعل و خط غالیه‌گون آمده‌ای |  | عجب آراسته از خانه برون آمده‌ای |

تخلص شعری او، صفی، توسط جامی انتخاب شد. صفی لقب فرزند دوم جامی، خواجه صفی‌الدین محمد، بود که تنها پس از یک سال فوت شده بود. این موضوع نشان‌دهندهٔ ارتباط عاطفی بین فخرالدین و جامی  است.